# 亞洲·矽谷計畫
亞洲·矽谷計畫（英語：Asia Silicon Valley Development Agency, ASVDA），又稱「亞洲·矽谷推動方案」，是一項位於臺灣桃園市的國家級超大型產業計畫，為蔡英文於2015年10月1日在中華民國總統競選期間提出的重要政策之一、「五大創新產業計畫」的旗艦計畫，在她當選總統後親自督導全案進行。亞洲·矽谷計畫曾於計畫初期被稱作「亞洲矽谷計畫」，國家發展委員會設有「亞洲·矽谷計畫執行中心」網站，其執行長為龔明鑫先生。

## 歷史

### 提出
亞洲矽谷計畫於2015年10月1日由民進黨總統參選人蔡英文提出，她指出，亞洲矽谷計畫要以「面對在地」與「朝向國際」為兩大軸線。面對在地部分，「如果和矽谷的研發能量結合起來，加入矽谷的技術、資金和人才，就會形成一個具有高度創新能力、世界級的供應鏈」；朝向國際部分，她主張於臺灣桃園國際機場周邊建構「亞洲創新研發人才交流中心」。2016年5月7日，準副總統陳建仁在參加「前瞻亞洲矽谷：提升台灣競爭力」高峰論壇時則表示，未來在「創新、就業、分配」的需求導向經濟模式中，亞洲矽谷將是其中非常重要的一環，除此之外，他還期盼亞洲矽谷以「面向在地」、「朝向國際」等兩大主軸發展，奠定台灣經濟未來20年發展基礎。

#### 更名
亞洲·矽谷計畫提出肇始，原為「亞洲矽谷」，因被質疑直接複製美國經驗，來在中間加了一點，有二個原因，第一是做為區別，第二是強調科技及經濟鏈接的意義，更名為「亞洲·矽谷」，冀望能連結亞洲與矽谷的創新能量，再加上「鏈結亞洲 鏈結矽谷 創新台灣」的副標，以明確政策定位。

### 選址
亞洲·矽谷計畫選址於桃園市是於政策公布時選定的，民進黨總統參選人蔡英文於2015年10月1日表示，桃園市具有離亞洲五大城市距離近、擁有29個工業區，1萬多家工廠，是最完美的地點。參與規劃的台灣經濟研究院副院長龔明鑫認為，桃園市的地理區位還可連接台北市、新竹市的產業聚落。
2016年5月7日，桃園市市長鄭文燦也認為，「桃園市是國門之都，地理位置優異，許多公司都在桃園市設廠、競爭力強；「亞洲矽谷在桃園市」，會提供年輕人更大空間」。2016年5月28日，行政院院長林全則認為選址桃園市將可連結台北市、新竹市兩地的文化與科技聚落，還擁有寬廣腹地和良好工業基礎，更是桃園國際機場的所在地，還有桃園航空城開發計畫，讓桃園市成為建設亞洲矽谷最好的地點。

## 建設內容

### 主要
亞洲·矽谷計畫選擇於中壢區之桃園捷運桃園體育園區站周邊約3.81公頃土地、楊梅區幼獅工業區內約11.45公頃土地、國立中央大學約2公頃的八德校區等三塊腹地為執行基地，分別打造亞洲創新研發人才交流中心、幼獅國際青年創業園區、智慧產業育成中心。
該項計畫之主軸為「物聯網商機」與「創新生態系」，透過兩大產業推動，副總統陳建仁表示「亞洲矽谷絕對有機會引導台灣產業升級轉型。」，台灣未來或成為一個創新矽島，並預計將可為台灣創造新臺幣1兆元以上的GDP。

### 相關

#### 航空城世貿中心
桃園航空城世貿中心基地位於青埔地區，占地約4.63公頃，規劃提供約1,200個國際標準規格攤位的展覽設施，以及100人至2,100人的多功能會議空間，另設有星級旅館等附屬商業設施，臨近桃園國際棒球場與亞洲矽谷、桃園市立美術館等多項公共建設。

## 各方意見

### 建設前

#### 國內業界

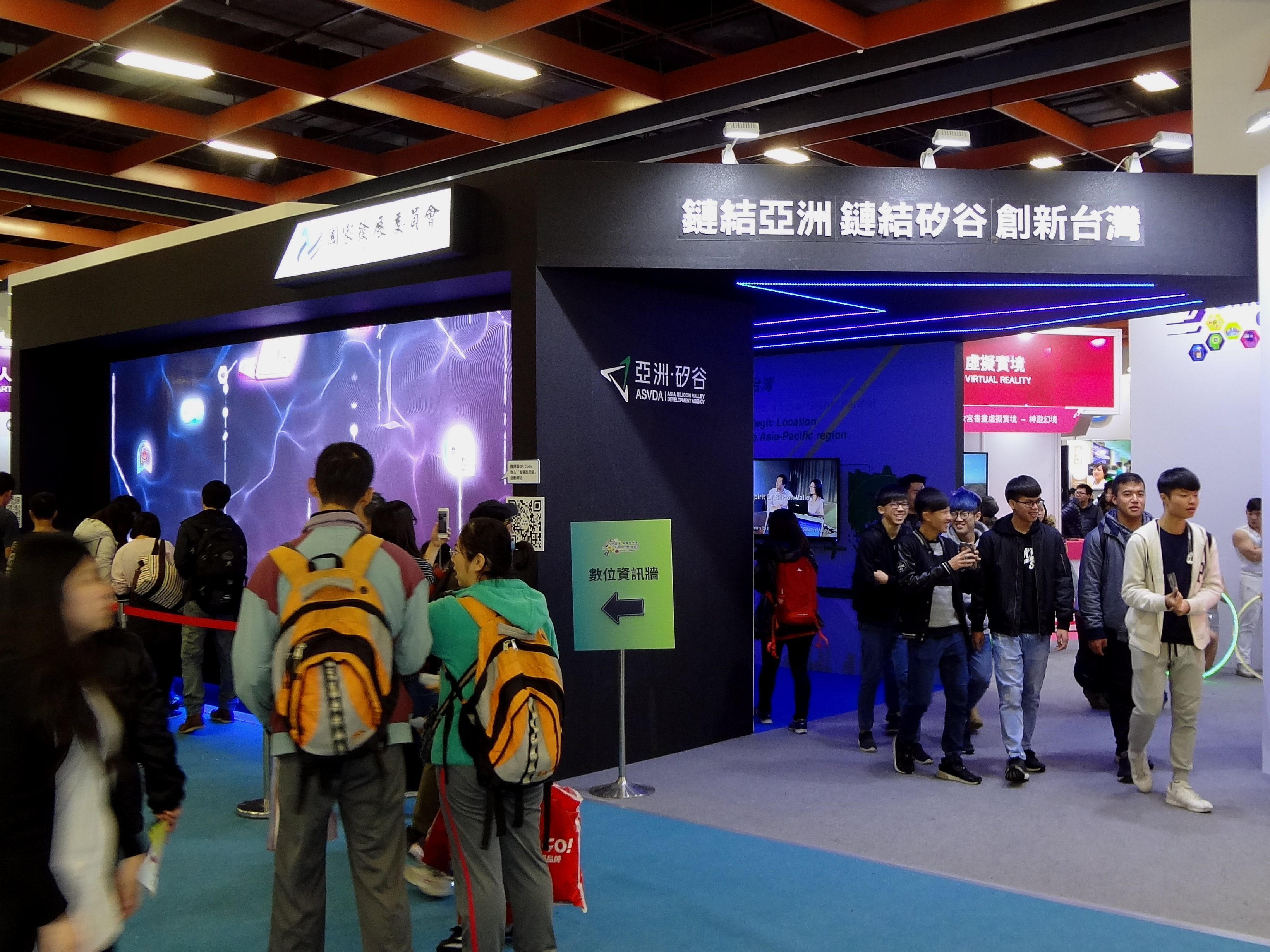
2017年資訊月，國家發展委員會設置的亞洲矽谷展區

2015年10月1日，工業技術研究院知識經濟與競爭力研究中心主任杜紫宸提出要件是否具備、土地是否足夠、桃園市與亞洲其他國家對比之優勢、桃園市是否可同時發展桃園航空城與亞洲矽谷等兩大國際級超大型產業計畫等四項質疑，並批評「集中在桃園市，反而把計畫做小了」。杜紫宸強調，亞洲矽谷計畫的敗筆在於「強調設在某個縣市」，畢竟地方政府並不負責產業推定，「集中一個縣市」其實就是選舉考量。
2016年3月21日，中華民國全國工業總會表示，蔡英文研議推動的綠能科技、亞洲矽谷、生技醫療、智慧機械、國防航太等「五大創新研發產業」，需要穩定而安全的供電。
2016年6月19日，和沛科技總經理翟本喬表示反對亞洲矽谷計畫。翟說，不管浪費多少人力、時間、金錢及國家的前途，蔡英文政府官員們硬要兌現亞洲矽谷這個政見，「但不看地區和產業特性，硬湊一些理由來宣稱想『複製矽谷』（現在又改口『連結矽谷』），那是不可能成功的」，「如果硬是要做，相關的中央和地方首長，我在下次選舉一定會最大力的反對」。
2016年6月19日，臉書台灣廣告總代理聖洋科技執行長邱繼弘表示，強烈要求蔡英文政府應該重新檢視與調整亞洲矽谷計畫。邱繼弘表示，「這幾年全台灣各大都市，只要拿得到中央政府的補助，到處在亂花錢做智慧城市的試驗；而這些試驗，最大的問題是沒有長期的資源與經費，然後又沒有完整的商業模式能支持，最後就是放煙火式的投資，錢也一下就花掉了」，「因為所有寫得進計畫書、做得出標案規格書的服務，要不早就成熟，要不早就沒有未來，根本不需要政府出錢『被試驗』」，「產業聚落絕對不是靠規劃而來的，而是靠孵育而成。亞洲矽谷的方案必需重新檢視與調整，把資源重新分配，不要投資在硬體，把錢真正投在產業中，給中小企業機會成長茁壯的機會，才是全民之福」。

#### 國際業界
2016年5月，桃園市政府赴美國加州矽谷地區招商，美商博隆能源（Bloomerengy）行銷長麥特羅斯表示已和蔡英文的團隊有所聯絡，近一步指出「我們與台灣有很好的夥伴關係，也希望能和桃園合作」。

#### 台灣政界
2016年3月21日，桃園市副市長王明德於《今周刊》「全球視野城市智慧論壇」指出，「桃園市在六都中具有後勁優勢，過去一年不斷累積，佈建智慧基礎建設、提供智慧服務；未來將以青埔特區做為智慧城市Demo Site，並搭配亞洲矽谷等各項計畫，將桃園市打造成為一個真正的智慧城市」。隔日，桃園市市長鄭文燦出席「2016智慧城市展首長高峰會」時表示，「亞洲矽谷計畫中，也將以青埔特區做為示範點，藉由發展智慧城市，讓市民未來生活更便利」。同年5月，鄭文燦宣布，桃園市政府將在最短時間內成立「亞洲矽谷專案辦公室」。
國民黨立委許毓仁表示，「目前政府除了在桃園市圈了3.8公頃地，預計花（新台幣）上百億（元）蓋硬體設施之外，『資金、市場、技術、人才』無一到位」，他擔心亞洲矽谷最後變成「亞洲蚊子館」。他指出，連矽谷當地的創業家也不解「為什麼台灣要搞一個亞洲矽谷園區」。他表示，政府仍不了解園區想法已過時，「矽谷是因為想法、人才、技術、精神、資金如生態系般循環，才會成功」。

#### 法國國會
2016年9月8日，法國國會議員代表團團員、法國國民議會經濟委員會主席Frédérique Massat表示，亞洲矽谷計畫有許多台法兩國可以共同合作的產業項目，桃園市是推動「亞洲矽谷計畫」的主要推手，他對於桃園市政府的作為表達肯定。

## 外部連結
- 亞洲·矽谷計畫執行中心 （页面存档备份，存于）